# Small Stone Records
La Small Stone Records è un'etichetta statunitense nata nel 1995 a Detroit. È stata fondata da Scott Hamilton si definisce un'etichetta "heavy rock". La Small Stone ha pubblicato diverse compilation stoner rock e album di band quali Dozer, Five Horse Johnson, Los Natas, Halfway To Gone, Solace e molte altre di genere stoner rock, indie, blues-rock e rock psichedelico.

## Storia
Scott Hamilton ha dichiarato di aver creato l'etichetta per poter pubblicare gli album di suoi amici e delle sue band preferite, come Big Chief, The Laughing Hyenas, Mule, and Slot. Hamilton ha avviato l'etichetta grazie a un prestito di 5000 $. Il nome deriva direttamente dall'omonimo pedale prodotto dalla Electro-Harmonix.

## Artisti

### Attuali
- Abrahma
- Acid King
- All Time High
- Antler
- Asteroid
- A Thousand Knives of Fire
- Axehandle
- Backwoods Payback
- Black Elephant
- Black Sleep of Kali
- Bottom
- Brain Police
- The Brought Low
- Dixie Witch
- Dozer
- Dwellers
- Erik Larson
- Five Horse Johnson
- Fireball Ministry
- Freedom Hawk
- Gozu
- Greatdayforup
- Giant Brain
- Gideon Smith & the Dixie Damned
- The Glasspack
- Greenleaf
- Hackman
- Halfway to Gone
- Honky
- House of Broken Promises
- Infernal Overdrive
- Iota
- Ironweed
- It's Not Night: It's Space
- Jeremy Irons & the Ratgang Malibus
- LaChinga
- Larman Clamor
- Lo-Pan
- Lord Fowl
- Lord Sterling
- Los Natas
- Luder
- Mangoo
- Medusa Cyclone
- Mellow Bravo
- Mother of God
- Milligram
- Miss Lava
- Mog Stunt Team
- Morsel
- Mos Generator
- Neon Warship
- Nightstalker
- Novadriver
- Obiat
- The Men of Porn
- Puny Human
- Red Giant
- Roadsaw
- Roundhead
- Sasquatch
- Shame Club
- Slot
- Skånska Mord
- Solace
- Sons of Otis
- Soul Clique
- Sun Gods In Exile
- Supermachine
- Suplecs
- The Might Could
- The Socks
- Them Bulls
- Throttlerod
- Tia Carrera
- Tummler
- VALIS
- Whitey Morgan and the 78's
- Wo Fat
- 36D

## Pubblicazioni
| Year | No.     | Artist | Title                                                             |
| ---- | ------- | --- | ----------------------------------------------------------------- |
| 1995 | SS-001  | Various (Kid Rock, Big Chief, etc.)                                                                             | Detroit Rust City                                                 |
| 1995 | SS-002  | Morsel | EP                                                                |
| 1996 | SS-003  | Wytchyker | Aspelunker                                                        |
| 1995 | SS-004  | 36D | Endomorphic Joy                                                   |
| 1996 | SS-005  | Mog Stunt Team                                                                                                  | 555                                                               |
| 1996 | SS-006  | Five Horse Johnson                                                                                              | Double Down                                                       |
| 1996 | SS-007  | Perplexa | Perplexa                                                          |
| 1996 | SS-008  | Morsel | I'm a Wreck                                                       |
| 1996 | SS-00v3 | Morsel | Static (vinyl)                                                    |
| 1997 | SS-009  | Various (Morsel, Wytchyker, Five Horse Johnson, Gravitar, Gondolier, Wiggle, Slot, 36D, etc.)                   | Full Blast: Motion Picture Soundtrack                             |
| 1998 | SS-010  | Perplexa | This Glorious Forward                                             |
| 1998 | SS-011  | Soul Clique | Only One Division                                                 |
| 1999 | SS-012  | Morsel | Wrecked and Remixed                                               |
| 1998 | SS-013  | Five Horse Johnson                                                                                              | Fat Black Pussy Cat                                               |
| 1998 | SS-014  | Perplexa | The Sun and the Moon Getting it On                                |
| 1999 | SS-015  | Roundhead | Creature Comfort                                                  |
| 1999 | SS-016  | Soul Clique | Unification                                                       |
| 1999 | SS-017  | Various (Perplexa, Roundhead, Five Horse Johnson, Morsel, Big Chief, Mog Stunt Team, Soul Clique, etc.)         | Here: Small Stone Records Label Sampler                           |
| 2000 | SS-018  | Various (The Atomic Bitchwax, Electric Frankenstein, The Quill, Solace, Los Natas, etc.)                        | Right in the Nuts: A Tribute to Aerosmith                         |
| 2001 | SS-019  | Puny Human | Revenge is Easy                                                   |
| 2001 | SS-020  | Halfway to Gone                                                                                                 | High Five                                                         |
| 2000 | SS-021  | Five Horse Johnson                                                                                              | The No. 6 Dance                                                   |
| 2001 | SS-022  | Novadriver | Void                                                              |
| 2001 | SS-023  | Fireball Ministry                                                                                               | FMEP                                                              |
| 2004 | SS-024  | Gideon Smith and the Dixie Damned                                                                               | Southern Gentlemen                                                |
| 2002 | SS-025  | Morsel | Para Siempre                                                      |
| 2002 | SS-026  | Medusa Cyclone                                                                                                  | Tangier                                                           |
| 2002 | SS-027  | Men of Porn | Experiments in Feedback                                           |
| 2002 | SS-028  | Los Natas | Corsario Negro                                                    |
| 2002 | SS-029  | The Glasspack                                                                                                   | Powderkeg                                                         |
| 2002 | SS-030  | Halfway to Gone                                                                                                 | Second Season                                                     |
| 2002 | SS-031  | The Start | S/T                                                               |
| 2002 | SS-032  | Various (Five Horse Johnson, Dixie Witch, Los Natas, The Mushroom River Band, Spirit Caravan, Black NASA, etc.) | Sucking the 70s                                                   |
| 2002 | SS-033  | Tummler | Early Man                                                         |
| 2003 | SS-034  | Milligram | This Is Class War                                                 |
| 2003 | SS-035  | Erik Larson | The Resounding                                                    |
| 2003 | SS-036  | Puny Human | It's Not the Heat, It's the Humanity                              |
| 2003 | SS-037  | Dixie Witch | One Bird Two Stones                                               |
| 2003 | SS-038  | Greenleaf | Secret Alphabets                                                  |
| 2003 | SS-039  | Throttlerod | Hell and High Water                                               |
| 2004 | SS-040  | Halfway to Gone                                                                                                 | Halfway to Gone                                                   |
| 2004 | SS-041  | The Glasspack                                                                                                   | Bridgeburner                                                      |
| 2003 | SS-042  | Five Horse Johnson                                                                                              | The Last Men on Earth                                             |
| 2002 | SS-043  | Dixie Witch | Into the Sun (reissue)                                            |
| 2004 | SS-044  | Sasquatch | Sasquatch                                                         |
| 2004 | SS-045  | Lord Sterling                                                                                                   | Today's Song for Tomorrow                                         |
| 2004 | SS-046  | VALIS | Head of Pills                                                     |
| 2004 | SS-047  | Men of Porn | Wine, Women and Song...                                           |
| 2004 | SS-048  | Acid King | Busse Woods (reissue w/bonus tracks)                              |
| 2004 | SS-049  | Axehandle | Axehandle                                                         |
| 2004 | SS-050  | Red Giant | Devil Child Blues                                                 |
| 2004 | SS-051  | Throttlerod | Starve the Dead                                                   |
| 2005 | SS-052  | Sons of Otis | X                                                                 |
| 2005 | SS-053  | Bottom | you'rNext                                                         |
| 2005 | SS-054  | Acid King | Acid King III                                                     |
| 2005 | SS-055  | Novadriver | Deeper High                                                       |
| 2005 | SS-056  | Honky | Balls Out In                                                      |
| 2005 | SS-057  | Greatdayforup                                                                                                   | Flores de Sangre                                                  |
| 2005 | SS-058  | Erik Larson | Faith, Hope, Love                                                 |
| 2005 | SS-059  | VALIS | Champions of Magic (reissue)                                      |
| 2007 | SS-060  | Roadsaw | Rawk N' Roll                                                      |
| 2006 | SS-061  | Dozer | Through the Eyes of Heathens                                      |
| 2006 | SS-062  | Dixie Witch | Smoke and Mirrors                                                 |
| 2006 | SS-063  | Throttlerod | Nail                                                              |
| 2006 | SS-064  | Antler | Nothing That a Bullet Couldn't Cure                               |
| 2006 | SS-065  | The Brought Low                                                                                                 | Right On Time                                                     |
| 2006 | SS-066  | Los Natas | El Hombre Montana                                                 |
| 2007 | SS-067  | Giant Brain | Plume                                                             |
| 2006 | SS-068  | Slot | The Sweet Black Bear                                              |
| 2006 | SS-069  | Five Horse Johnson                                                                                              | The Mystery Spot                                                  |
| 2006 | SS-070  | Various (Alabama Thunderpussy, Dozer, Acid King, etc.)                                                          | Sucking the 70's - Back in the Saddle Again                       |
| 2007 | SS-071  | The Glasspack                                                                                                   | Dirty Women                                                       |
| 2006 | SS-072  | Sasquatch | II                                                                |
| 2007 | SS-073  | Hackman | The New Normal                                                    |
| 2007 | SS-074  | Greenleaf | Agents of Ahriman                                                 |
| 2007 | SS-075  | Mos Generator                                                                                                   | Songs For Future Gods                                             |
| 2007 | SS-076  | Puny Human | Universal Freak Out                                               |
| 2007 | SS-077  | Brain Police | Beyond the Wasteland                                              |
| 2008 | SS-078  | A Thousand Knives Of Fire                                                                                       | The Last Train to Scornsville                                     |
| 2008 | SS-079  | Gideon Smith & the Dixie Damned                                                                                 | South Side of the Moon                                            |
| 2008 | SS-080  | Shame Club | Come On                                                           |
| 2008 | SS-081  | Iota | Tales                                                             |
| 2008 | SS-082  | Roadsaw | See You In Hell                                                   |
| 2008 | SS-083  | Brain Police | Brain Police                                                      |
| 2008 | SS-084  | Brain Police | Electric Fungus                                                   |
| 2008 | SS-085  | Ironweed | Indian Ladder                                                     |
| 2008 | SS-086  | Whitey Morgan and the 78's                                                                                      | Honky Tonks and Cheap Motels                                      |
| 2008 | SS-087  | Dozer | Beyond Colossal                                                   |
| 2009 | SS-088  | Sons of Otis | Exiled                                                            |
| 2008 | SS-089  | Hackman | Enterprises                                                       |
| 2009 | SS-090  | Giant Brain | Thorn of Thrones                                                  |
| 2009 | SS-091  | VALIS | Dark Matter                                                       |
| 2009 | SS-092  | Los Natas | El Nuevo Orden De La Libertad                                     |
| 2010 | SS-093  | Solace | A.D.                                                              |
| 2009 | SS-094  | Sun Gods in Exile                                                                                               | Black Light, White Lines                                          |
| 2009 | SS-095  | Various (Van Conner, Screaming Trees, etc.)                                                                     | Northwest Mind Meld                                               |
| 2009 | SS-096  | Throttlehead | Pig Charmer                                                       |
| 2009 | SS-097  | Obiat | Eye Tree Pi                                                       |
| 2009 | SS-098  | Tia Carrera | The Quintessential                                                |
| 2009 | SS-099  | House of Broken Promises                                                                                        | Using the Useless                                                 |
| 2009 | SS-100  | Luder | Sonoluminescence                                                  |
| 2010 | SS-101  | Skånska Mord | The Last Supper                                                   |
| 2010 | SS-102  | The Brought Low                                                                                                 | Third Record                                                      |
| 2010 | SS-103  | Sasquatch | III                                                               |
| 2010 | SS-104  | All Time High                                                                                                   | Friends in High Places (remastered)                               |
| 2010 | SS-105  | Acid King | The Early Years                                                   |
| 2010 | SS-106  | Gozu | Locust Season                                                     |
| 2010 | SS-107  | Black Sleep of Kali                                                                                             | Our Slow Decay                                                    |
| 2010 | SS-108  | Red Giant | Dysfunctional Majesty                                             |
| 2010 | SS-109  | Blackwolfgoat                                                                                                   | Dragonwizardsleeve                                                |
| 2011 | SS-110  | Lo-Pan | Sasquanaut (remastered)                                           |
| 2011 | SS-111  | Suplecs | Mad Oak Redoux                                                    |
| 2011 | SS-112  | the Might Could                                                                                                 | S/T                                                               |
| 2011 | SS-113  | Roadsaw | S/T                                                               |
| 2011 | SS-114  | Ironweed | Your World Of Tomorrow on joint release with Magnetic Eye Records |
| 2011 | SS-115  | Tia Carrera | Cosmic Priestess                                                  |
| 2011 | SS-116  | Lo-Pan | Salvador                                                          |
| 2011 | SS-117  | Freedom Hawk | Holding On                                                        |
| 2011 | SS-118  | Gideon Smith & the Dixie Damned                                                                                 | 30 Weight                                                         |
| 2011 | SS-119  | Backwoods Payback                                                                                               | Momantha                                                          |
| 2011 | SS-120  | Dixie Witch | Let It Roll                                                       |
| 2012 | SS-121  | Infernal Overdrive                                                                                              | Last Rays Of The Dying Sun                                        |
| 2012 | SS-122  | Dwellers | Good Morning Harakiri                                             |
| 2012 | SS-123  | Mangoo | Neverland                                                         |
| 2012 | SS-124  | Sun Gods In Exile                                                                                               | Thanks For The Silver                                             |
| 2012 | SS-125  | Greenleaf | Nest Of Vipers                                                    |
| 2012 | SS-126  | Mellow Bravo | S/T                                                               |
| 2012 | SS-127  | Abrahma | Through The Dusty Paths of Our Lives                              |
| 2012 | SS-128  | Sons of Otis | Seismic                                                           |
| 2012 | SS-129  | Nightstalker | Dead Rock Commandos                                               |
| 2012 | SS-130  | Larman Clamor                                                                                                   | Frogs                                                             |
| 2012 | SS-131  | Skånska Mord | Paths To Charon                                                   |
| 2012 | SS-132  | Lord Fowl | Moon Queen                                                        |
| 2012 | SS-133  | Wo Fat | The Black Code                                                    |
| 2013 | SS-134  | Mother of God                                                                                                   | Anthropos                                                         |
| 2013 | SS-135  | Five Horse Johnson                                                                                              | The Taking Of Blackheart                                          |
| 2013 | SS-136  | Gozu | The Fury Of A Patient Man                                         |
| 2013 | SS-137  | Deville | Hydra                                                             |
| 2013 | SS-138  | Sasquatch | IV                                                                |
| 2013 | SS-139  | Supermachine | Supermachine                                                      |
| 2013 | SS-140  | Isaak | The Longer The Beard The Harder The Sound                         |
| 2013 | SS-141  | Miss Lava | Red Supergiant                                                    |
| 2013 | SS-142  | Luder | Adelphophagia                                                     |
| 2013 | SS-144  | Larman Clamor                                                                                                   | Alligator Heart                                                   |
| 2013 | SS-145  | Jeremy Irons & the Ratgang Malibus                                                                              | Bloom                                                             |
| 2014 | SS-146  | The Socks | The Socks                                                         |
| 2014 | SS-147  | Green Leaf | Trails & Passes                                                   |
| 2014 | SS-148  | Dwellers | Pagan Fruit                                                       |
| 2014 | SS-149  | Jeremy Irons & the Ratgang Malibus                                                                              | Spirit Knife                                                      |
| 2014 | SS-150  | Wo Fat | The Conjuring                                                     |